# Pararge sachalensis
Pararge sachalensis är en fjärilsart som beskrevs av Matsumura 1991. Pararge sachalensis ingår i släktet Pararge och familjen praktfjärilar. Inga underarter finns listade i Catalogue of Life.